# Агарбичу (Сибињ)
Агарбичу (рум. Agârbiciu) насеље је у Румунији у округу Сибињ у општини Аксенте Север. Oпштина се налази на надморској висини од 314 m.

## Становништво
Према подацима из 2002. године у насељу је живело 1537 становника.

### Попис2002.
| Расподела становништва по националности 2002.‍ | Расподела становништва по националности 2002.‍ | Расподела становништва по националности 2002.‍ | Расподела становништва по националности 2002.‍ | Расподела становништва по националности 2002.‍ |
| --------------------------------------------- | --------------------------------------------- | --------------------------------------------- | --------------------------------------------- | --------------------------------------------- |
|                                               |                                               |                                               |                                               |                                               |
| Румуни                                        | Румуни                                        |                                               | 1.501                                         | 97,7%                                         |
| Мађари                                        | Мађари                                        |                                               | 5                                             | 0,3%                                          |
| Роми                                          | Роми                                          |                                               | 12                                            | 0,8%                                          |
| Немци                                         | Немци                                         |                                               | 19                                            | 1,2%                                          |